# Bohdašín
Bohdašín település Csehországban, Rychnov nad Kněžnou-i járásban. Bohdašín Slavoňov, Ohnišov, Janov, Nový Hrádek és Mezilesí településekkel határos. Lakosainak száma 203 fő (2024. január 1.).

## Népesség
A település lakosságának változását az alábbi diagram mutatja:
| Lakosok száma | 533  | 583  | 484  | 310  | 256  | 222  | 215  | 214  | 212  | 203  |
|               | 1869 | 1890 | 1921 | 1950 | 1980 | 2001 | 2017 | 2019 | 2022 | 2024 |